# Championnat d'Allemagne féminin de football de deuxième division 2004-2005
Navigation
Édition suivante
La 2. Frauen-Bundesliga 2004-2005 est la 1re édition du championnat d'Allemagne de football féminin de deuxième division.
Le deuxième niveau du championnat féminin oppose vingt-trois clubs allemands répartis dans deux groupes de douze et onze équipes, en une série de vingt-deux et vingt rencontres jouées durant la saison de football. La compétition débute le 5 septembre 2004 et s'achève le dimanche 22 mai 2005.
Les premières places de chaque groupe permettent de monter en Frauen Bundesliga lors de la saison suivante alors que les deux dernières places de chaque groupe sont synonyme de relégation en Regionalliga.
Lors de l'exercice précédent, le FFC Brauweiler Pulheim et le FC Sarrebruck ont été relégués après avoir fini aux deux dernières places de première division. Les autres équipes ont terminé aux meilleures places lors des phases finales de Regionalliga.
La compétition est remportée par le FFC Brauweiler Pulheim et le VfL Sindelfingen qui sont promus à la fin de la saison. Dans le bas du classement, le Hambourg SVR, le SpVgg Oberaußem-Fortuna, le SV Jungingen et le FC Lokomotive Leipzig, sont relégués.

## Participants
Ces tableaux présentent les vingt-trois équipes qualifiées pour disputer le championnat 2004-2005. On y trouve le nom des clubs, la date de création du club, l'année de la dernière accession à cette division, leur classement de la saison précédente, le nom des stades ainsi que la capacité de ces derniers.
Le championnat comprend un groupe de douze équipes et un groupe de onze équipes.
Légende des couleurs
- Relégué de Frauen-Bundesliga.

| \| Tennis Borussia Berlin FFC Brauweiler Pulheim TSV Jahn Calden SV Victoria Gersten FSV Gütersloh Hambourg SVR SG Lütgendortmund SpVgg Oberaußem-Fortuna SuS Timmel FFC Turbine PotsdamR SG Wattenscheid MTV Wolfenbüttel \| Localisation des clubs engagés dans le groupe Nord du championnat. |
| Tennis Borussia Berlin FFC Brauweiler Pulheim TSV Jahn Calden SV Victoria Gersten FSV Gütersloh Hambourg SVR SG Lütgendortmund SpVgg Oberaußem-Fortuna SuS Timmel FFC Turbine PotsdamR SG Wattenscheid MTV Wolfenbüttel                                                                          |

| Nom du club             | Date de création | Dernière accession | Cls 2004 | Stade                      | Capacité |
| ----------------------- | ---------------- | ------------------ | -------- | -------------------------- | -------- |
| FFC Brauweiler Pulheim  | 1974             | 2004               | 1.FB     | Stade inconnu              | -        |
| Tennis Borussia Berlin  | 1969             | 2004               | Reg.     | Mommsenstadion             | 15 005   |
| TSV Jahn Calden         | 1971             | 2004               | Reg.     | Stadion Kaiserplatz        | 3 000    |
| SV Victoria Gersten     | -                | 2004               | Reg.     | MEP-Arena                  | 16 500   |
| FSV Gütersloh           | 1984             | 2004               | Reg.     | Heidewaldstadion           | 12 000   |
| Hambourg SVR            | 1970             | 2004               | Reg.     | Wolfgang-Meyer-Sportanlage | 2 018    |
| SG Lütgendortmund       | 1975             | 2004               | Reg.     | Im Rauhen Holz             | -        |
| SpVgg Oberaußem-Fortuna | -                | 2004               | Reg.     | Werner-Lehmann-Stadion     | -        |
| SuS Timmel              | 1977             | 2004               | Reg.     | Sportanlage Timmel         | -        |
| FFC Turbine PotsdamR    | 1971             | 2004               | Reg.     | Karl-Liebknecht-Stadion    | 10 499   |
| SG Wattenscheid         | 1973             | 2004               | Reg.     | Lohrheidestadion           | 16 233   |
| MTV Wolfenbüttel        | -                | 2004               | Reg.     | Stade inconnu              | -        |

| \| FC Erzgebirge Aue FFC FrancfortR FF USV Iéna FSV Viktoria Jägersburg SV Jungingen Karlsruher SC FC Lokomotive Leipzig SC Sand I FC Sarrebruck VfL Sindelfingen FFC Wacker Munich (de) \| Localisation des clubs engagés dans le groupe Sud du championnat. |
| FC Erzgebirge Aue FFC FrancfortR FF USV Iéna FSV Viktoria Jägersburg SV Jungingen Karlsruher SC FC Lokomotive Leipzig SC Sand I FC Sarrebruck VfL Sindelfingen FFC Wacker Munich (de)                                                                         |

| Nom du club             | Date de création | Dernière accession | Cls 2004 | Stade                               | Capacité |
| ----------------------- | ---------------- | ------------------ | -------- | ----------------------------------- | -------- |
| FC Sarrebruck           | 1990             | 2004               | 1.FB     | Stadion Kieselhumes                 | 6 000    |
| FC Erzgebirge Aue       | 1974             | 2004               | Reg.     | Stade inconnu                       | -        |
| FFC FrancfortR          | 1973             | 2004               | Reg.     | Stadion am Brentanobad              | 5 200    |
| FF USV Iéna             | 2004             | 2004               | Reg.     | Ernst-Abbe-Sportfeld                | 12 630   |
| FSV Viktoria Jägersburg | -                | 2004               | Reg.     | Alois-Omlor-Sportpark               | -        |
| SV Jungingen            | 1978             | 2004               | Reg.     | Stade inconnu                       | -        |
| Karlsruher SC           | 2001             | 2004               | Reg.     | Stade inconnu                       | -        |
| FC Lokomotive Leipzig   | -                | 2004               | Reg.     | Stade inconnu                       | -        |
| SC Sand                 | 1980             | 2004               | Reg.     | Kühnmatt-Stadion                    | 2 000    |
| VfL Sindelfingen        | 1971             | 2004               | Reg.     | Floschenstadion                     | 5 000    |
| FFC Wacker Munich (de)  | -                | 2004               | Reg.     | Bezirkssportanlage München-Sendling | -        |

## Compétition

### Classement
Le classement est calculé avec le barème de points suivant : une victoire vaut trois points, le match nul un et la défaite zéro.
Les critères utilisés pour départager en cas d'égalité au classement sont les suivants :
1. différence entre les buts marqués et les buts concédés sur la totalité des matchs joués dans le championnat ;
2. plus grand nombre de buts marqués sur la totalité des matchs joués dans le championnat.

| Rang | Équipe                   | Pts | J  | G  | N | P  | Bp | Bc | Diff |
| ---- | ------------------------ | --- | -- | -- | - | -- | -- | -- | ---- |
| 1    | FFC Brauweiler Pulheim R | 56  | 22 | 18 | 2 | 2  | 95 | 25 | +70  |
| 2    | Tennis Borussia Berlin   | 49  | 22 | 16 | 1 | 5  | 73 | 25 | +48  |
| 3    | TSV Jahn Calden          | 47  | 22 | 15 | 2 | 5  | 59 | 33 | +26  |
| 4    | SG Wattenscheid          | 42  | 22 | 13 | 3 | 6  | 65 | 44 | +21  |
| 5    | FFC Turbine PotsdamR     | 40  | 22 | 12 | 4 | 6  | 43 | 32 | +11  |
| 6    | FSV Gütersloh            | 38  | 22 | 11 | 5 | 6  | 57 | 34 | +23  |
| 7    | SuS Timmel               | 26  | 22 | 7  | 5 | 10 | 30 | 39 | -9   |
| 8    | SV Victoria Gersten      | 23  | 22 | 7  | 2 | 13 | 43 | 42 | +1   |
| 9    | SG Lütgendortmund        | 21  | 22 | 6  | 3 | 13 | 26 | 66 | -40  |
| 10   | MTV Wolfenbüttel         | 19  | 22 | 5  | 4 | 13 | 25 | 62 | -37  |
| 11   | Hambourg SVR             | 14  | 22 | 4  | 2 | 16 | 24 | 73 | -49  |
| 12   | SpVgg Oberaußem-Fortuna  | 4   | 22 | 1  | 1 | 20 | 22 | 87 | -65  |

| Légende : | Légende : |
| --------- | --- |
|           | Promu en Frauen-Bundesliga. |
|           | Relégué en Regionalliga. |
|           | R Relégué de Frauen-Bundesliga. Pts points ; G victoires ; N matchs nuls ; P défaites Bp buts marqués ; Bc buts encaissés ; Diff différence de buts |

| Rang | Équipe                  | Pts | J  | G  | N | P  | Bp | Bc | Diff |
| ---- | ----------------------- | --- | -- | -- | - | -- | -- | -- | ---- |
| 1    | VfL Sindelfingen        | 50  | 20 | 16 | 2 | 2  | 58 | 19 | +39  |
| 2    | FC Sarrebruck R         | 39  | 20 | 12 | 3 | 5  | 52 | 22 | +30  |
| 3    | FF USV Iéna             | 36  | 20 | 10 | 6 | 4  | 48 | 25 | +23  |
| 4    | SC Sand                 | 34  | 20 | 10 | 4 | 6  | 31 | 26 | +5   |
| 5    | FFC Wacker Munich (de)  | 30  | 20 | 7  | 9 | 4  | 34 | 30 | +4   |
| 6    | FFC FrancfortR          | 27  | 20 | 8  | 3 | 9  | 35 | 29 | +6   |
| 7    | FSV Viktoria Jägersburg | 23  | 20 | 6  | 5 | 9  | 37 | 47 | -10  |
| 8    | FC Erzgebirge Aue       | 20  | 20 | 5  | 5 | 10 | 19 | 34 | -15  |
| 9    | Karlsruher SC           | 20  | 20 | 6  | 2 | 12 | 31 | 51 | -20  |
| 10   | SV Jungingen            | 20  | 20 | 6  | 2 | 12 | 21 | 51 | -30  |
| 11   | FC Lokomotive Leipzig   | 10  | 20 | 3  | 1 | 16 | 21 | 53 | -32  |

| Légende : | Légende : |
| --------- | --- |
|           | Promu en Frauen-Bundesliga. |
|           | Relégué en Regionalliga. |
|           | R Relégué de Frauen-Bundesliga. Pts points ; G victoires ; N matchs nuls ; P défaites Bp buts marqués ; Bc buts encaissés ; Diff différence de buts |

### Résultats
Groupe Nord
| Résultats (▼dom., ►ext.)                                   | Bor | Bra | Cal | Ger | Güt | Ham  | Lüt | Obe | Tim | Tur | Wat | Wol |
| Tennis Borussia Berlin                                     |     | 2-3 | 6-0 | 2-0 | 4-2 | 7-0  | 5-0 | 5-0 | 5-2 | 3-0 | 0-3 | 2-1 |
| FFC Brauweiler Pulheim                                     | 2-1 |     | 5-1 | 7-1 | 3-3 | 12-0 | 2-0 | 8-2 | 2-0 | 4-0 | 5-0 | 5-0 |
| TSV Jahn Calden                                            | 3-2 | 1-3 |     | 1-0 | 1-4 | 7-1  | 5-1 | 4-0 | 2-1 | 4-1 | 3-4 | 5-0 |
| SV Victoria Gersten                                        | 1-2 | 1-3 | 0-1 |     | 2-3 | 2-1  | 7-0 | 6-0 | 0-0 | 1-3 | 1-3 | 5-0 |
| FSV Gütersloh                                              | 1-1 | 2-2 | 0-4 | 3-1 |     | 5-0  | 3-0 | 4-0 | 2-3 | 1-4 | 2-2 | 1-2 |
| Hambourg SVR                                               | 0-4 | 1-2 | 1-1 | 2-3 | 3-2 |      | 5-1 | 3-0 | 0-1 | 1-2 | 0-5 | 5-0 |
| SG Lütgendortmund                                          | 1-6 | 2-6 | 1-3 | 3-2 | 1-1 | 2-0  |     | 3-2 | 2-0 | 2-2 | 0-8 | 1-1 |
| SpVgg Oberaußem-Fortuna                                    | 0-7 | 0-8 | 0-3 | 2-3 | 0-2 | 0-0  | 2-3 |     | 1-2 | 1-2 | 0-4 | 8-2 |
| SuS Timmel                                                 | 0-1 | 0-4 | 1-1 | 1-1 | 0-4 | 4-0  | 1-0 | 3-1 |     | 2-3 | 1-3 | 1-1 |
| FFC Turbine PotsdamR                                       | 2-4 | 1-0 | 0-1 | 2-1 | 0-1 | 4-1  | 1-0 | 5-1 | 2-2 |     | 4-0 | 3-0 |
| SG Wattenscheid                                            | 3-0 | 2-7 | 1-4 | 2-1 | 1-6 | 6-0  | 3-1 | 5-1 | 4-2 | 1-1 |     | 1-1 |
| MTV Wolfenbüttel                                           | 1-4 | 5-2 | 1-3 | 1-3 | 0-5 | 2-0  | 0-2 | 3-1 | 0-2 | 1-1 | 3-2 |     |
| - Victoire à domicile - Match nul - Victoire à l'extérieur |     |     |     |     |     |      |     |     |     |     |     |     |

Groupe Sud
| Résultats (▼dom., ►ext.)                                   | Aue | Fra | Ién | Jäg | Jun | Kar | Lei | San | Sar | Sin | Wac |
| FC Erzgebirge Aue                                          |     | 1-0 | 0-2 | 1-0 | 0-1 | 2-2 | 2-1 | 1-2 | 0-1 | 0-2 | 1-1 |
| FFC FrancfortR                                             | 0-0 |     | 0-1 | 6-1 | 5-0 | 3-1 | 7-1 | 1-1 | 1-2 | 0-4 | 1-3 |
| FF USV Iéna                                                | 1-1 | 3-2 |     | 7-1 | 8-1 | 4-1 | 3-2 | 1-1 | 2-0 | 1-2 | 1-1 |
| FSV Viktoria Jägersburg                                    | 3-1 | 0-0 | 2-1 |     | 4-1 | 2-1 | 1-2 | 0-2 | 3-4 | 2-4 | 4-4 |
| SV Jungingen                                               | 3-5 | 0-2 | 1-1 | 0-3 |     | 4-1 | 2-1 | 2-0 | 0-4 | 0-4 | 0-2 |
| Karlsruher SC                                              | 3-1 | 1-2 | 3-0 | 0-4 | 0-2 |     | 2-1 | 3-1 | 2-2 | 5-1 | 1-1 |
| FC Lokomotive Leipzig                                      | 0-1 | 2-3 | 1-4 | 2-1 | 1-4 | 3-1 |     | 0-2 | 0-5 | 0-4 | 1-1 |
| SC Sand                                                    | 1-0 | 1-0 | 2-1 | 1-1 | 3-0 | 6-0 | 2-0 |     | 0-2 | 0-2 | 3-2 |
| FC Sarrebruck                                              | 7-1 | 0-1 | 2-2 | 4-1 | 2-0 | 8-1 | 2-0 | 3-0 |     | 2-3 | 1-2 |
| VfL Sindelfingen                                           | 3-0 | 5-0 | 2-2 | 3-0 | 4-0 | 4-2 | 3-2 | 4-0 | 1-1 |     | 2-0 |
| FFC Wacker Munich (de)                                     | 2-2 | 2-1 | 0-3 | 1-1 | 0-0 | 1-3 | 3-1 | 3-3 | 2-0 | 2-1 |     |
| - Victoire à domicile - Match nul - Victoire à l'extérieur |     |     |     |     |     |     |     |     |     |     |     |

## Bilan de la saison
| Championnat d'Allemagne féminin de football de deuxième division 2004-2005 |                                                                              |
| Champion                                                                   | FFC Brauweiler Pulheim (Nord) (1er titre) VfL Sindelfingen (Sud) (1er titre) |
| Promotions et relégations                                                  |                                                                              |
| Promus en Frauen-Bundesliga                                                | FFC Brauweiler Pulheim                                                       |
| Promus en Frauen-Bundesliga                                                | VfL Sindelfingen                                                             |
| Relégués en 2. Frauen-Bundesliga                                           | TSV Crailsheim                                                               |
| Relégués en 2. Frauen-Bundesliga                                           | VfL Wolfsbourg                                                               |

## Statistiques
| Cls | Joueuse         | Club                   | Buts |
| --- | --------------- | ---------------------- | ---- |
| 1   | Anja Koser      | FFC Brauweiler Pulheim | 27   |
| 2   | Mariana Ciorba  | FFC Brauweiler Pulheim | 23   |
| 3   | Kerstin Straka  | Tennis Borussia Berlin | 20   |
| 4   | Riem Hussein    | MTV Wolfenbüttel       | 18   |
| 5   | Caroline Hamann | SG Wattenscheid        | 17   |

| Cls | Joueuse          | Club                    | Buts |
| --- | ---------------- | ----------------------- | ---- |
| 1   | Christina Arend  | FC Sarrebruck           | 25   |
| 2   | Patricia Brocker | FSV Viktoria Jägersburg | 14   |
| 2   | Anna Blässe      | FF USV Iéna             | 14   |
| 2   | Ivonne Hartmann  | FF USV Iéna             | 14   |
| 5   | Tanja Coblenzer  | VfL Sindelfingen        | 12   |